# Marcelien de Koning
Marcelien de Koning, född den 10 maj 1978 i Hoorn i Nederländerna, är en nederländsk seglare.
Hon tog OS-silver i 470 i samband med de olympiska seglingstävlingarna 2008 i Qingdao i Kina.